# Gustavo de la Llera
Gustavo Rubén de la Llera (nacido el 28 de noviembre de 1958 en Junín, Argentina) es un entrenador y exfutbolista argentino que se desempeñó como defensor.

## Trayectoria
Debutó en Primera División frente a Unión de Santa Fe en 1979 donde se encontró con una gran derrota. Jugó en Independiente hasta 1980, luego pasó a Sarmiento de Junín donde tuvo mucha presencia. En 1985 se fichó para jugar en Los Andes y en 1985 pasó a All Boys y se ganó la idolatría de la gente hasta 1991 que paso a Almagro. En 1994 vuelve luego de un periodo de entrenador en las inferiores de San Lorenzo de Almagro para jugar en Defensores de Belgrano.
Más tarde, en 1995, regresaría al fútbol con Sportivo Italiano donde se consagró campeón en aquel equipo de 1996 y se retiró del fútbol.

## Logros
| Título                    | Club              | País      | Año  |
| ------------------------- | ----------------- | --------- | ---- |
| Primera "B" Metropolitana | Sportivo Italiano | Argentina | 1996 |

## Clubes
| Club                   | País      | Año       |
| ---------------------- | --------- | --------- |
| Independiente          | Argentina | 1979-1980 |
| Sarmiento (Junín)      | Argentina | 1981-1985 |
| Los Andes              | Argentina | 1985      |
| Comunicaciones         | Argentina | 1986      |
| All Boys               | Argentina | 1986-1991 |
| Almagro                | Argentina | 1991-1992 |
| Defensores de Belgrano | Argentina | 1994      |
| Sportivo Italiano      | Argentina | 1995-1996 |